# Piper hirtovarium
Piper hirtovarium är en pepparväxtart som beskrevs av C. Dc.. Piper hirtovarium ingår i släktet Piper och familjen pepparväxter. Inga underarter finns listade i Catalogue of Life.